# Bezeichnungssystem für Luftfahrzeuge der britischen Streitkräfte
Das Bezeichnungssystem für Luftfahrzeuge der britischen Streitkräfte wurde im Jahre 1918 eingeführt. Seitdem werden für Einsatzflugzeuge, im Gegensatz z. B. zum US-amerikanischen System, ausschließlich Namen und keine alphanumerischen Bezeichnungen vergeben.
In dem im Prinzip bis heute fast unverändert bestehenden System wurden lediglich 1927 und 1932 erwähnenswerte Änderungen eingeführt.

## Vor 1918
1884 wurde ein erstes System für die Ballons der seit 1878 bestehenden Air Battalions eingeführt. Darin wurde festgelegt, dass die Namen kleiner Ballons mit dem Buchstaben „F“, die von mittleren mit „S“ und große Ballons mit einem „T“ beginnen sollten. Bekannt geworden sind die entsprechenden Bezeichnungen Fly, Spy und Swallow. Aber anscheinend wurde kein Ballon als groß genug für die „T“-Klasse befunden.
Die 18 Luftschiffe der britischen Armee, die zwischen 1907 und 1913 gebaut wurden, erhielten Namen in Latein, Griechisch, Französisch und sogar in Deutsch. So trug z. B. das erste Armee-Luftschiff 1907 den kuriosen Namen „Nulli Secundus“. 1914 löste die Armee ihre Luftschiffabteilung auf und übergab die noch vorhandenen „Beta“, „Gamma“, „Delta“ und „Eta“ an die Marine. Diese bezeichnete ihre Starr-Luftschiffe mit „R“ (für rigid airship) und einer nachfolgenden Zahl, die aber nicht durchgehend vergeben wurde. So wurden das zweite und dritte Luftschiff mit „R9“ bzw. „R23“ bezeichnet. Die Serie endete mit der „R101“.
Die Balloneinheit der Armee entwickelte sich bis 1905 über unterschiedliche Namen und Orte schließlich zur in Farnborough beheimateten Royal Aircraft Factory (RAF). Der Superintendent der RAF führte schließlich 1911 ein System zur Bezeichnung von Luftfahrzeugen ein, das sich anfangs vor allem auf zeitgenössische französische Konstruktionen bezog. Die Präfixe der Bezeichnungen lauteten:
- B.E.: (Blériot Experimental) für Flugzeuge mit Zugpropeller
- F.E.: (Farman Experimental) für Flugzeuge mit Druckpropeller, ab 1913/14 für Fighter Experimental
- S.E.: (Santos (Dumont) Experimental) für Flugzeuge mit Entenflügel-Auslegung (Canard), ab 1913/14 für Scout Experimental
- R.E.: (Reconnaissance experimental) für zweisitzige Flugzeuge
- T.E.: (Tatin Experimental)
- B.S.: (Blériot Scout)
- H.R.E.:(Hydroplane Reconnaissance Experimental)
- C.E.: (Coastal Experimental)
- A.E.: (Armed Experimental)
- N.E.: (Night-flying Experimental)

Bis 1918 gab es außerdem einzelne Versuche mit alphanumerischen Systemen, die sich aber nicht durchsetzen konnten. Die Armee, d. h. das Royal Flying Corps verwendete ein alphanumerisches System nach dem z. B. der Bristol Fighter 1916 als F.2A bzw. F.2B bezeichnet wurde. Inoffiziell aber auch Biff oder Brisfit genannt.
Der Gebrauch solcher „Spitznamen“ wurde innerhalb der fliegenden Einheiten immer beliebter. Von diesen inoffiziellen Namen wurden besonders die Pup, die Camel und die 1 ½ Strutter bekannt. Zu den heute fast vergessenen Namen gehören z. B. Quirk, Ninak, Tinsyde, Big Ack und Harry Tate.
1917 wurde das System grundlegend überarbeitet und ähnelte nach der Festlegung von zugewiesenen Namen für einzelne Spezifikationsklassen schon sehr dem 1918-System.
Diese Klassen waren im Einzelnen:
A1aEinsitzige Jagdflugzeuge (Zugewiesene Namen: Armadillo, Bantam, Nighthawk, Osprey, Siskin, Snail, Vampire, Wagtail)
A1cEinsitzige Nachtjäger (Bobolink)
A2aZweisitzige Jagdflugzeuge (Avro 530, Bulldog, Hippo)
A2bLeichte Bomber (D.H. 10, später: Amiens, Rhino)
A2dAnfangstrainer (Baboon)
A3bSchwere Bomber (Vimy)
Diese Namen wurden auch 1918 nach der Übergabe der Flugzeuge an die neugegründete Royal Air Force beibehalten.

## 1918-System
Es wurde eine Liste der Hersteller zusammengestellt, in der jedem Unternehmen ein alliterativer Buchstabe (bzw. zwei) zugewiesen wurde. Da gleichzeitig noch die in den Tabellen dokumentierten Einschränkungen bei der Namensvergabe zu beachten waren, führte dieses System zu einiger Kritik.
Der endgültige Erlass wurde deshalb noch einmal überarbeitet und als Air Publication 547 im Januar 1919 veröffentlicht.
| Größe der Maschine | Namensbereich:                | Beispiel                           |
| ------------------ | ----------------------------- | ---------------------------------- |
| Einsitzer          | Insekten, Vögel und Reptilien | Hawker Woodcock                    |
| Zweisitzer         | Säugetiere                    | Hawker Hart (Hart (engl.): Hirsch) |
| Dreisitzer         | Blumen                        |                                    |
| Viersitzer         | Sträucher                     |                                    |
| Fünfsitzer         | Bäume                         |                                    |
| mehr als 5 Sitze   | Metalle und Felsen            |                                    |

| Größe der Maschine           | Namensbereich:                     | Beispiel               |
| ---------------------------- | ---------------------------------- | ---------------------- |
| Einsitzer                    | Italienische Städte                |                        |
| Zweisitzer                   | Britische Städte                   |                        |
| Dreisitzer                   | Französische Städte                | Vickers Vimy           |
| Besatz. mehr als 3 unter 5 t | Städte in Kolonien und Besitzungen | Handley Page Hyderabad |
| 5 bis 10 t                   | Städte in Asien                    |                        |
| 10 bis 15 t                  | Städte in Afrika                   |                        |

|
| Größe der Maschine | Namensbereich:                     | Beispiel |
| ------------------ | ---------------------------------- | -------- |
| Unter 2 t          | Griechische Mythologie             |          |
| 2 bis 5 t          | Römische Mythologie                |          |
| 5 bis 10 t         | Östliche und ägyptische Mythologie |          |
| 10 bis 20 t        | Nordeuropäische Mythologie         |          |

Da die für einsitzige Jäger notwendigen vorgesehenen Vogelnamen, die gleichzeitig mit dem bzw. den vorgeschriebenen Buchstaben beginnen sehr selten sind, wurde oft auf exotische Arten zurückgegriffen. So entstanden z. B. die Boulton and Paul Bobolink (ein nordamerikanischer Singvogel), die Vickers Vireo (eine südamerikanische Finkenart) und die Armstrong-Whitworth Ara. Die Alliterationsvorschrift hatte offiziell bis 1921 Bestand, aber auch noch später wurde von den Herstellern auf freiwilliger Basis versucht entsprechend geeignete Namen zu finden.

## 1927-System
Bereits Mitte der 1920er Jahre erkannte man, dass der Vorrat an verwendbaren Namen im bisherigen System schnell zur Neige ging. In einem ersten Überarbeitungsschritt wurden Modelle, die sich erst im Zeichenbrett- oder Prototypenstadium befanden, ab 1927 nicht mehr mit einem Namen versehen. Es wurde in diesen Fällen nur noch die 1920 eingeführten Bezeichnungen der Ausschreibungsanforderung (Air Ministry Specifications) des britischen Luftfahrtministeriums verwendet (z. B.
| Nummer | Flugzeugverwendung                      | Klassenkennung | Beispiel           |
| ------ | --------------------------------------- | -------------- | ------------------ |
| 1      | Jagdflugzeug (landgestützt)             | F              | Hawker Fury        |
| 2      | Jagdflugzeug der Royal Navy)            | N              | Hawker Nimrod      |
| 3      | einmotorige Bomber                      | P              |                    |
| 4      | mehrmotorige Bomber                     | B              | Bristol Bagshot    |
| 5      | Torpedobomber                           | M              |                    |
| 6      | Armee Unterstützung                     | A              | Hawker Audax       |
| 7      | Beobachter und Aufklärung (FAA)         | S              |                    |
| 8      | Küstenaufklärung                        | R              | Short Rangoon      |
| 9      | Truppentransporter                      | C              | Handley Page Clive |
| 10     | Schulflugzeuge                          | T              | Avro Tutor         |
| 11     | Mehrzweckflugzeuge                      | G              | Fairey Gordon      |
| 12     | Aufklärungsjagdflugzeuge der Royal Navy | O              | Hawker Osprey      |

Das System von 1927 war ausgesprochen unbeliebt bei den Herstellern, diese plädierten für eine Rückkehr zum alten System. Oft setzten sich die Hersteller gegenüber dem Luftfahrtministerium durch und verwendeten auch weiterhin noch Bezeichnungen entsprechend den Festlegungen aus dem Jahre 1918.

## 1932-System
Daraufhin wurde 1932 ein stark überarbeitetes Bezeichnungssystem vorgeschrieben, das teilweise die alten Regeln wieder übernahm.
| Flugzeugverwendung |                           | Zugeordnete Namen                                                                                                 | Beispiel             |
| ------------------ | ------------------------- | --- | -------------------- |
| Jagdflugzeuge      |                           | Bezeichnungen, die für Geschwindigkeit, Aktivität oder Aggressivität stehen                                       | Supermarine Spitfire |
| Bomber             |                           | |                      |
|                    | (a) Tagbomber             | Tiere mit Ausnahme von Katzen (Felidae)                                                                           | Hawker Hind          |
|                    | (b) Armee-Unterstützung   | Namen der Klassik                                                                                                 | Hawker Hector        |
|                    | (c) Nachtbomber           | Binnenstädte des Brit. Empires (BE) oder mit der RAF verbundenen Städten                                          | Avro Manchester      |
|                    | (d) Allgemeine Verwendung | Historische britische Namen                                                                                       | Slingsby Hengist     |
|                    | (e) Transporter           | Städte und Häfen des BE                                                                                           | Avro York            |
| Flugboote          |                           | Küstenstädte und Häfen des BE                                                                                     | Short Singapore      |
| Fleet Air Arm      |                           | |                      |
|                    | (a) Jagdflugzeuge         | Mythologische Namen                                                                                               | Westland Wyvern      |
|                    | (b) Aufklärungsjäger      | Namen von Seevögeln                                                                                               | Fairey Gannet        |
|                    | (c) Torpedobomber         | Namen von Meeren, Seen und Mündungsgebieten (in der Praxis anscheinend nicht angewendet) Namensgebung wie bei (d) | Fairey Spearfish     |
|                    | (d) Spotter-Aufklärung    | Namen von Seetieren                                                                                               | Blackburn Shark      |
| Schulflugzeuge     |                           | Namen die mit Unterweisung und Bildungsstätten verbunden sind                                                     | Airspeed Oxford      |

Im Jahre 1949 gab es in diesem System einige kleine Änderungen,
- das British Empire wurde durch das Commonwealth ersetzt, was sich aber nur im Ausschluss von Südafrika bemerkbar machte. Südafrikanische Namen wurden bis dahin nur in zwei Fällen verwendet: Short Springbok (1923) und die Hawker Duiker (1922), beides waren Hirschnamen,
- Hubschrauber sollten nach Bäumen benannt werden, was aber nur bei der Bristol Sycamore auch tatsächlich umgesetzt wurde. Bereits im System von 1918 gab es eine Kategorie für Bäume.

## Varianten- und Nutzungskennung
Zwischen den beiden Weltkriegen wurde eine Variantenkennung in Form römischer Ziffern hinter dem Namen eingeführt. Davor stand üblicherweise Mark oder Mk. (dt.: Variante). Neue Variantennummern wurden bei einer erheblichen Änderung des Ausgangsentwurfes vergeben, Buchstaben zeigten kleinere Änderungen an (Beispiel: Bristol Bulldog Mk.IIA).
Um eine Veränderung des ursprünglichen Verwendungszwecks im Namen zu berücksichtigen, wurde 1942 ein Präfix für die Nutzung eingeführt. So entstand z. B. aus der Boulton Paul Defiant Mk.I der Nachtjäger Defiant NF Mk.II von dem wiederum einige als Zielschleppflugzeuge Defiant TT Mk.II umgebaut wurden. Marineausführungen von eigentlich landgestützten Typen erhielten in vielen Fällen das Präfix Sea von dem Namen (Beispiel: Aus der Spitfire Mk.V wurde die Seafire Mk.I abgeleitet).
Seit 1948 werden statt der römischen Zahlen arabische verwendet. Im Laufe der Zeit bürgerte es sich auch ein, den Mark oder Mk. Zusatz wegzulassen.
| Präfix | Aufgabe                                                           | Beispiel                   |
| ------ | ----------------------------------------------------------------- | -------------------------- |
| A      | Fallschirmjägertransport (Airborne (paratroop transport))         | Handley Page Halifax A.VII |
| AOP    | Luftbeobachtung (Airborne observation post)                       | Auster AOP.9               |
| AEW    | Luftgestützte Frühwarnung (Airborne early warning)                | Sentry AEW.1               |
| AH     | Army Helicopter                                                   | Lynx AH.7                  |
| AL     | Verbindungsflugzeug (Army liaison)                                | Islander AL.1              |
| AS     | U-Boot-Jagd (Anti-submarine)                                      | Fairey Gannet AS.1         |
| ASR    | Luft-See-Rettung (Air-sea rescue)                                 | Sea Otter ASR.II           |
| ASaC   | Luftgestützte Überwachung (Airborne Surveillance and Control)     | Sea King ASaC.7            |
| B      | Bomber                                                            | Vulcan B.2                 |
| B(I)   | Bomber interdictor                                                | Canberra B(I).8            |
| B(K)   | Bomber/Tanker                                                     | Valiant B(K).1             |
| B(PR)  | Bomber/Photo-Aufklärung (Reconnaissance)                          | Valiant B(PR).1            |
| C      | Transport                                                         | Hercules C.4               |
| CC     | Communications                                                    | BAe 125 CC.3               |
| COD    | Courier – spatter: Trägertransport (Carrier – On-board Delivery)  | Gannet COD.4               |
| D      | Drohne                                                            | Shelduck D.1               |
| E      | Elektronische Kriegführung                                        | Canberra E.15              |
| ECM    | Electronic Counter-Measures                                       | Avenger ECM.6              |
| F      | Jäger (Fighter)                                                   | Typhoon F.2                |
| FA     | Fighter/Attack                                                    | Sea Harrier FA.2           |
| FAW    | Allwetterjäger (Fighter All-Weather)                              | Javelin FAW.9              |
| FB     | Jagdbomber (Fighter-Bomber)                                       | Sea Fury FB.11             |
| FG     | Jäger/Erdkampf (Fighter/Ground attack)                            | Phantom FG.1               |
| FGA    | Jäger/Erdkampf (Fighter/Ground Attack)                            | Typhoon FGA.4              |
| FGR    | Jäger/Erdkampf/Aufklärung (Fighter/Ground attack/Reconnaissance)  | Phantom FGR.2              |
| FR     | Jäger/Aufklärung (Fighter/Reconnaissance)                         | Hunter FR.10               |
| FRS    | Jäger/Aufklärung (Fighter/Reconnaissance/Strike)                  | Sea Harrier FRS.1          |
| GA     | Erdkampfflugzeug (Ground Attack)                                  | Hunter GA.11               |
| GR     | Allgemeine Aufklärung (General Reconnaissance (ersetzt durch MR)) | Lancaster GR.III           |
| GR     | Erdkampf/Aufklärung (Ground attack/Reconnaissance)                | Harrier GR.9               |
| HAR    | Helikopter, Luftrettung (Air Rescue)                              | Sea King HAR.3             |
| HAS    | Helikopter, U-Boot-Abwehr (Anti-Submarine)                        | Sea King HAS.2             |
| HC     | Helikopter, Fracht (Cargo)                                        | Chinook HC.2               |
| HCC    | Helikopter, Communications                                        | Squirrel HCC.1             |
| HF     | Höhenjäger (High-altitude fighter (nur Spitfire))                 | Spitfire HF.VII            |
| HM     | Helikopter, See (maritime)                                        | Merlin HM.1                |
| HMA    | Helikopter, See, Angriff (maritime attack)                        | Lynx HMA.8                 |
| HR     | Helikopter, Rettung (Rescue)                                      | Dragonfly HR.5             |
| HT     | Helikopter, Training                                              | Griffin HT.1               |
| HU     | Helicopter, Mehrzweck (Utility)                                   | Sea King HU.4              |
| K      | Tanker                                                            | VC-10 K.4                  |
| KC     | Tanker / Fracht (Cargo)                                           | Tristar KC.1               |
| L      | Tiefangriffsjäger (Low-altitude fighter (nur Seafire))            | Seafire L.III              |
| LF     | Tiefangriffsjäger (Low-altitude fighter (nur Spitfire))           | Spitfire LF.XVI            |
| Met    | Meteorological reconnaissance (ersetzt durch W)                   | Hastings Met.1             |
| MR     | See-Aufklärung (Maritime Reconnaissance)                          | Nimrod MR.2                |
| MRA    | See-Aufklärung und Angriff (Maritime Reconnaissance and Attack)   | Nimrod MRA.4               |
| NF     | Nachtjäger (Night Fighter)                                        | Venom NF.2                 |
| PR     | Fotografische Aufklärung (Photographic Reconnaissance)            | Canberra PR.9              |
| R      | Aufklärung (Reconnaissance)                                       | Sentinel R.1               |
| RG     | Aufklärungsdrohne (Reconnaissance Guided)                         | Protector RG.1             |
| S      | Strike                                                            | Buccaneer S.2              |
| SR     | Strategische Aufklärung (Strategic Reconnaissance)                | Victor SR.2                |
| T      | Training                                                          | Hawk T.1                   |
| TF     | Torpedojäger (Torpedo Fighter)                                    | Beaufighter TF.X           |
| TR     | Torpedo/Aufklärung (Torpedo / Reconnaissance)                     | Sea Mosquito TR.33         |
| TT     | Zielschlepper (Target Tug)                                        | Canberra TT.18             |
| TX     | Schulsegelflugzeug (Training glider)                              | Cadet TX.3                 |
| U      | Drohne (ersetzt durch D)                                          | Meteor U.3                 |
| W      | Wetterforschung (Weather research)                                | Hercules W.2               |